# سيمون غوستافسون
سيمون غوستافسون (بالسويدية: Simon Gustafsson)‏ (11 يناير 1995 بالسويد - ) هو لاعب كرة قدم سويدي في مركز الوسط. شارك مع منتخب السويد تحت 19 سنة لكرة القدم ومنتخب السويد تحت 21 سنة لكرة القدم ومنتخب السويد لكرة القدم. أما مع النوادي، فقد لعب مع فاينورد ونادي هكن وFässbergs IF ‏.

## روابط خارجية
- سيمون غوستافسون على موقع الاتحاد الأوربي (الإنجليزية)
- سيمون غوستافسون على موقع اتحاد السويد (السويدية)
- سيمون غوستافسون على موقع قاعدة بيانات كرة القدم.إي يو (الإنجليزية)
- سيمون غوستافسون على موقع ناشيونال فوتبول تيمز (الإنجليزية)
- سيمون غوستافسون على موقع Soccerway.com (الإنجليزية)
- سيمون غوستافسون على موقع عالم كرة القدم.نت (الإنجليزية)
- سيمون غوستافسون على موقع AS.com (الإسبانية)